# 浜詰遺跡
座標: 北緯35度39分35.8秒 東経134度58分01.4秒 / 北緯35.659944度 東経134.967056度

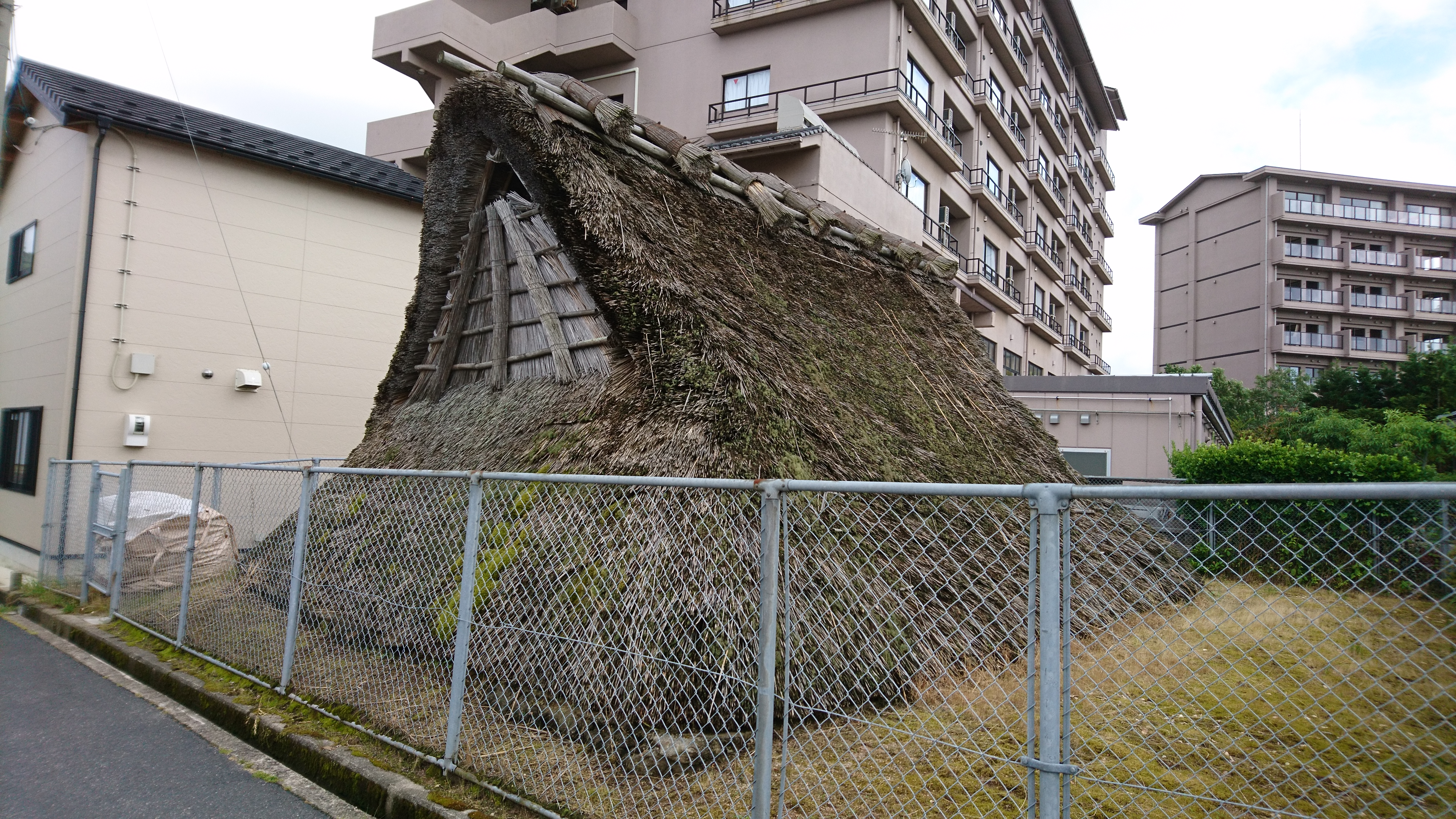
浜詰遺跡の復元竪穴建物。

浜詰遺跡（はまづめいせき）は、京都府京丹後市網野町浜詰で1958年（昭和33年）に発見された縄文時代の遺跡である。遺跡の一部は1976年（昭和51年）に京丹後市の史跡指定を受け、竪穴建物1棟が復元展示されている。海岸近くの浜詰字クリ山と周辺の洪積台地に所在し、京都府で唯一、貝塚が発見されている。

## 概要

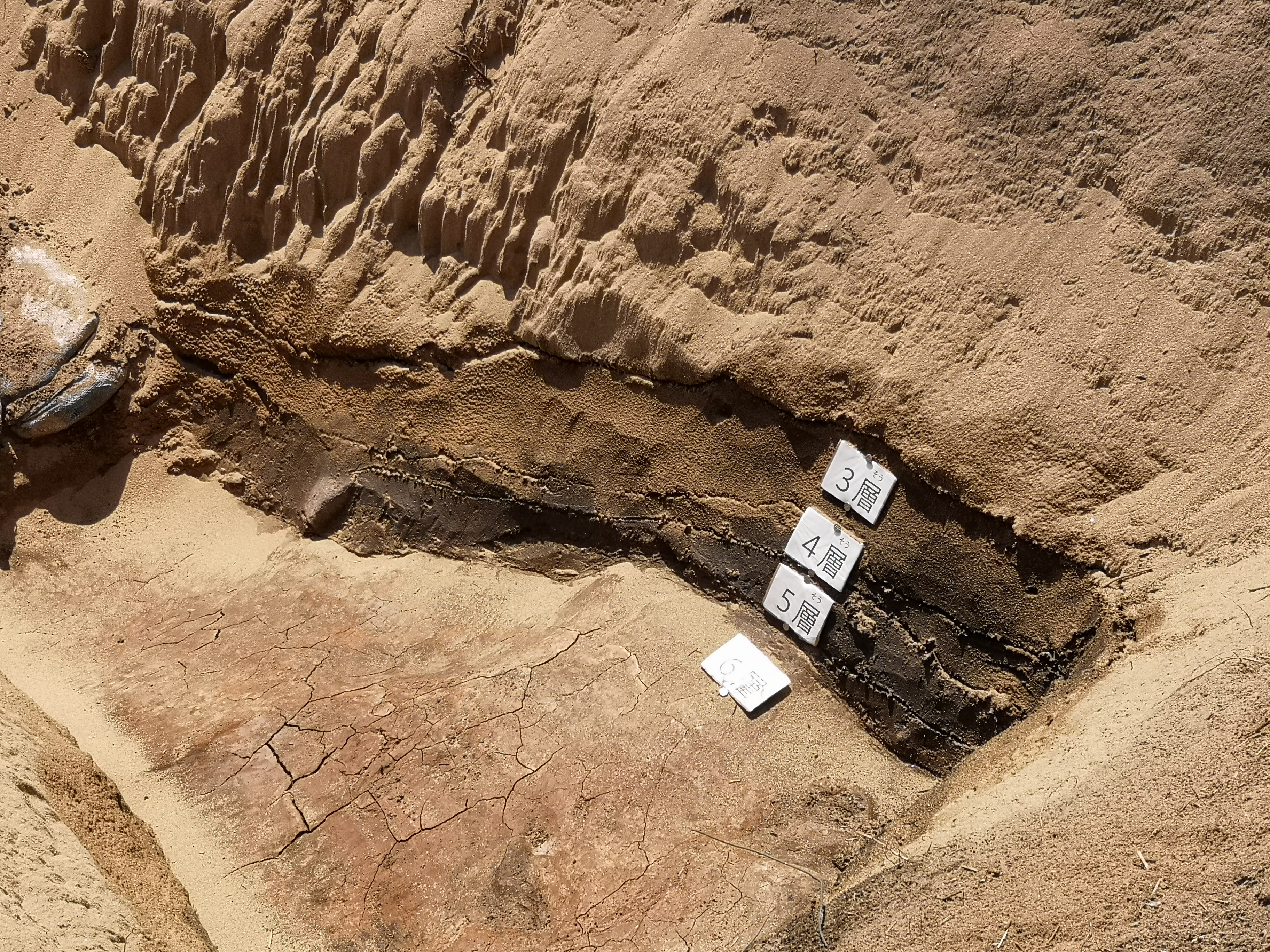
2019年8月31日同志社大学の発掘調査によるトレンチ2

木津川河口部の砂丘上に営まれた縄文時代前期から後期にかけての集落跡。古くは大正時代、付近に道路が敷設された際に多量の石鏃などが出土したことで遺跡の存在は認識されていたが、現在復元された竪穴建物が展示されている遺跡址は、1957年（昭和32年）に網野町立橘中学校の生徒が発見した。翌1958年（昭和33年）に同志社大学考古学研究室によって縄文時代の複数の建物跡と、それら遺跡の南斜面で小規模な貝層（貝塚）が確認された。貝塚は、京都府内ではこの浜詰遺跡以外では見つかっていない。
縄文時代後期から弥生時代前期にかけての大量の土器、石鏃などの石器とともに、貝層から様々な魚類や獣、クジラなどの骨が出土した。丹後地方における縄文時代後期の遺跡は、京丹後市大宮町の裏陰遺跡のような台地上に営まれた例は少なく、この遺跡のように海岸近くに見られるものが一般的であるが、多くは実体が明らかにされていない。浜詰遺跡の発掘によって明らかとなった、食糧採取などに関する具体的な痕跡は、丹後地方の縄文時代後期の特色を量る標準的なものと位置付けられている。

## 発掘調査

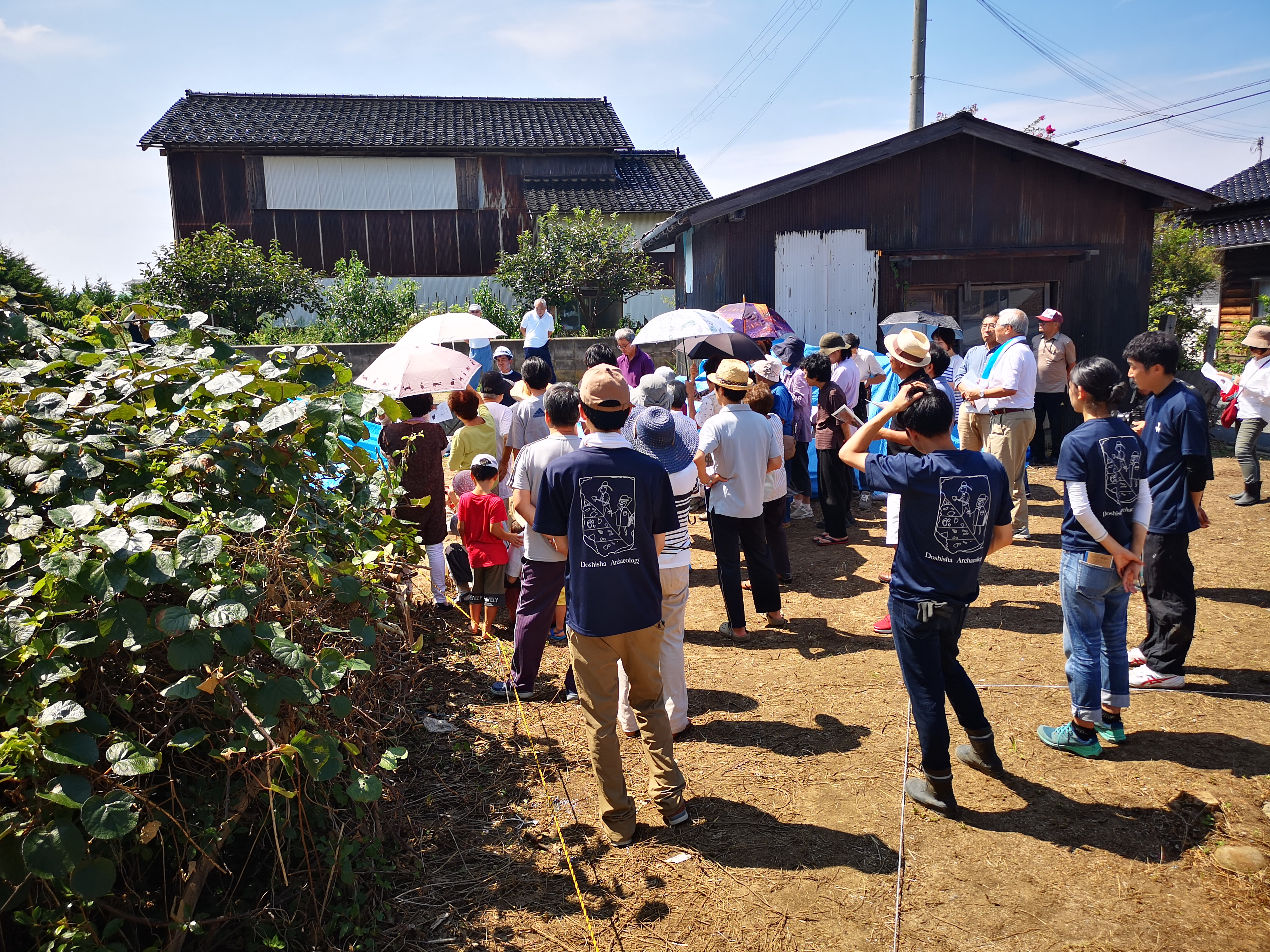
2019年8月31日発掘調査見学会の様子

1958年（昭和33年）、同志社大学考古学研究室教授の酒詰仲男によって行われ、縄文時代の竪穴建物跡3棟と貝塚2カ所を発見した。この時の調査では、地下1メートルから土器、石斧、骨針、石皿、魚介や動物の骨などの遺物が出土し、縄文中期から後期の遺跡と断定された。
1991年（平成3年）、網野町教育委員会により隣接地の調査により、建物跡の一部が検出されるとともに、土器片や石器等の遺物が多量に出土した。
2019年（令和元年）8月、同志社大学考古学研究室教授の水ノ江和同による再調査が行われ、新たに確認された約16,000年前の旧石器時代の土層から細石刃が出土した。なお、この再調査では復元された竪穴建物の西側2カ所の発掘作業が行われたが、貝層は確認されなかった。調査の結果は、同年8月31日、発掘調査見学会を開いて一般に公開された。

## 出土物

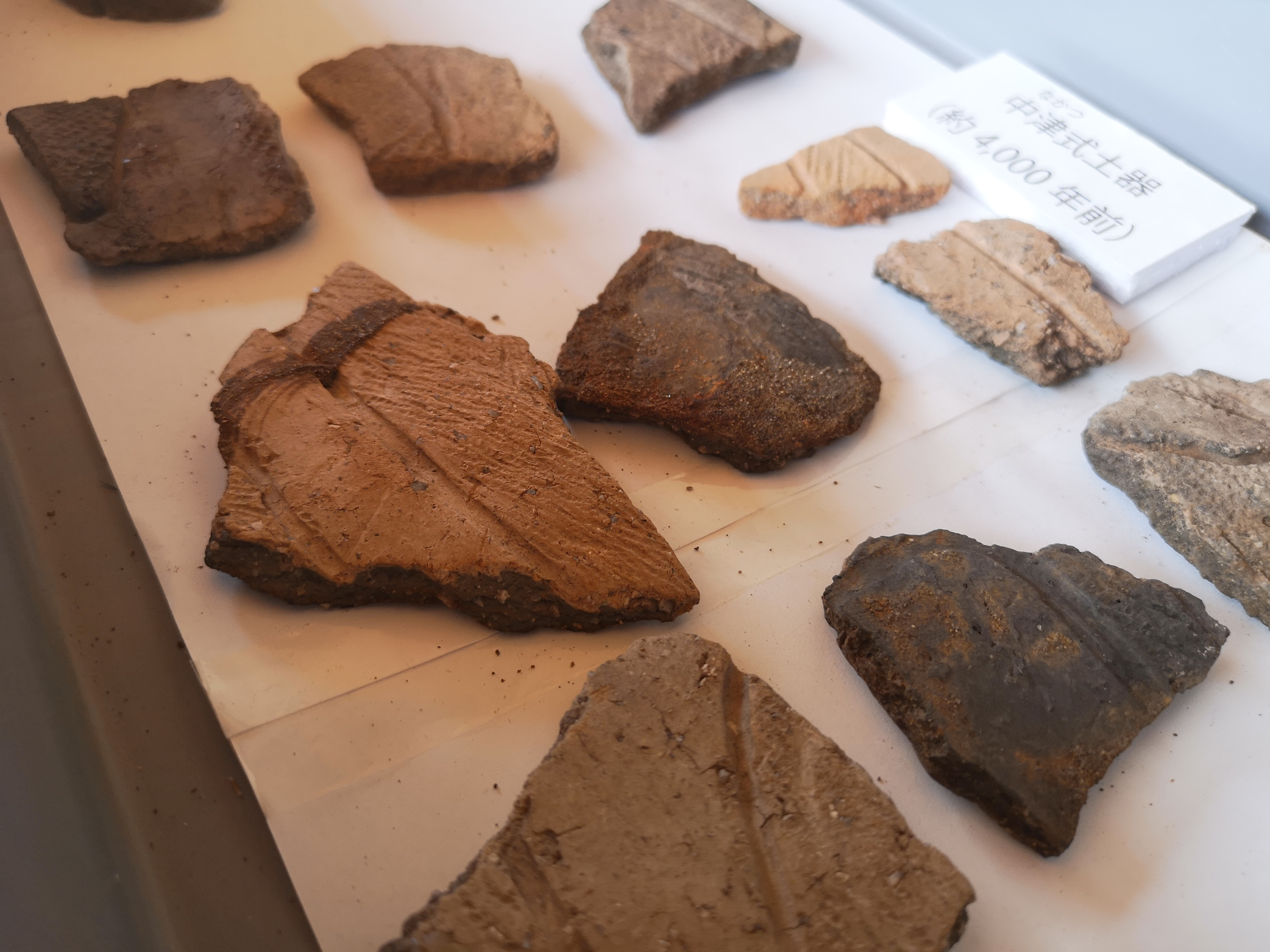
2019年調査による出土品

### 竪穴建物跡
1958年（昭和33年）の調査で確認された竪穴建物跡は、縄文時代後期のもので、床面積は48平方メートル。方形で、長軸約8メートル、短軸約6メートル。屋根を支えたとおぼしき柱跡は、4本が2列に並ぶ。
内部に火おこしのための石囲い炉が1基確認されている。

### 自然遺物
シジミ類、カキ類を主とした貝類、ウニやナマコやヒトデなどの棘皮動物、コイ、ボラ、フグ、クロダイ、スズキ、マグロ、サメなどの魚類のほか、イノシシ、シカ、サル、タヌキなど哺乳類の骨も出土した。海獣ではクジラ、イルカなどの骨も確認されている。植物ではドングリの実が大量に検出された。

### 人工遺物
煮炊きのための土器のほか、石器は、狩猟道具の石鏃、漁網に取り付ける石錘、獣の肉を削ぐための石匙などが発見されている。

## 現地情報
- 所在地 - 京都府京丹後市網野町浜詰の夕日ヶ浦温泉に所在する。
- アクセス - 京都丹後鉄道夕日ヶ浦木津温泉駅下車、丹後海陸交通バス「浜詰」下車
- 復元建物1棟あり（要予約で見学可）